# ピーター・クリス
ジョージ・ピーター・ジョン・クリスコーラ（George Peter John Criscuola　1945年12月20日 - ）は、アメリカ合衆国のミュージシャン、ドラマー、ヴォーカリスト。ピーター・クリス（Peter Criss）の芸名で知られる。
ロック・バンドのキッスのオリジナル・メンバーとしてドラムスとヴォーカルを担当。在籍時のキャラクターはネコのメイクを施したTHE CATMAN。脱退後のソロ活動ではキッスの元メンバーと共演する事が多い。身長175cm。

## 経歴

### 生い立ちと初期の経歴
ニューヨークのブルックリン区生まれ。
ジーン・クルーパに憧れ、紆余曲折を経て18歳でプロ活動を開始。70年代初期は不良グループに属しており、チェルシーというバンドのドラマーだった。
チェルシーの解散と同時に不良グループからも離れ、ウィキッド・レスターから脱退して新しいバンドの結成を画策していたジーン・シモンズとポール・スタンレーのメンバー募集に応募して、3人でバンドを結成する。彼等はほどなくギタリストのエース・フレーリーを迎えて4人編成になり、グループ名をキッス（KISS）に決定する。

### キッスでの活動
シンプルなロックンロールを演奏するキッスにあって、クルーパに影響を受けた彼はジャズやビッグバンド風の独特のリズム感を持つドラミングを披露した。
ヴォーカリストとしての役割も担い、コーラスだけでなく、各アルバムで最低1曲はリード・ヴォーカルを担当または分担した。代表例はスタンレー作の「ブラック・ダイアモンド」（1974年）と「ハード・ラック・ウーマン」（1977年）、自作の「ベス」（1976年）で、「ハード・ラック・ウーマン」と「ベス」は大ヒットした。
1978年、メンバー全員が同時にソロアルバムを発表。彼のアルバムはセールス面では最下位だったが、このアルバムで自信をつけた彼は独立を志向するようになる。やがてメンバー間との人間関係、特にシモンズとの亀裂が生じ、ライブの最中に演奏を放棄するなど、やる気の無い態度が目立つようになる。ドラッグやアルコールにも溺れたためレコーディングもままならず、脱退直前のアルバムである『地獄からの脱出』（1979年）では、自作「ダーティー・リヴィン」を除いてレコーディングから外された。
1980年、アルバム『仮面の正体』のレコーディングには一切参加せず、収録曲「シャンディ」のPV撮影を最後に半ば解雇の形でキッスを脱退した。

### ソロ活動
キッスを脱退した直後は精力的にソロ活動を行ない、1980年に『Out Of Control』、82年には『Let Me Rock You』を発表。後者にはシモンズと元キッスのヴィニー・ヴィンセントも楽曲提供をしている。これらの2作で産業ロック調の楽曲を披露したが、いずれもセールス面では惨敗を喫する。
1989年に、1982年にキッスを脱退したフレーリーのアルバム『Trouble Warkin'』の1曲にヴォーカルで参加。ライブにもゲスト出演した。
1994年には、CRISS名義で『Cat』をリリース。ハードロック路線の作品であり、フレーリーがギターで参加している。
一時期は元キッスのマーク・セント・ジョンとバンドを組んでいたが、公式な音源を残さずに解散した。

### キッスへの復帰と再脱退
クリスはキッスを脱退してからは古巣と交流する機会がなかったが、1995年6月17日、キッスの「Kiss Conventions 1995」ツアーのボストン公演に飛び入り出演した。スタンレーやシモンズと共演するのは15年ぶりのことだった。これが契機となり同年8月にキッスがMTVアンプラグドに出演した時に、フレーリ―と共にゲスト出演して4曲を共演して話題を集めた。さらに同年12月、フレーリーと共に正式に復帰してオリジナル・メンバーでの再結成を実現させた。そして1996年から1997年までワールドツアー、1998年にはアルバム『Psycho Circus』に参加した。
2000年、キッスは解散宣言をして解散ツアーを行なうが、彼は中盤に差し掛かった頃にメンバーとの仲が再び悪化したのでオーストラリア公演を以て脱退した。
2003年に再び復帰して「WORLD DOMINATION TOUR」に参加し2月にメルボルンで行われたライブを収録した『Alive IV』を残したが、ツアー終了後の2004年に3度目の脱退をして、ソロ活動に入った。

### その後
2007年、13年ぶりのソロアルバム『One For All』を発表。
2009年、乳癌を克服したことをオフィシャルサイトで公表し、男性の乳癌に対しての理解と早期検診を呼びかけた。
2012年、テリー・ボジオと共にギターセンターの「ドラムレジェンド」賞を受賞した。同年、自伝を出版。
2014年、キッスのメンバーとしてロックの殿堂入りを果たす。
2017年6月17日をもって、ステージ活動から引退した。

## その他
- 今まで3人の女性と結婚しており、2人目の妻との間に生まれた娘はビデオ「セカンド・カミング」に出演している。
- チェルシーが解散したので新たなバンドを探している時、エルトン・ジョンのドラマーの募集を見つけて応募しようとしたが、既に締め切られていたので諦めた。
- ドラマーとしての実力はテクニシャン、憧れのドラマーとしての人気も高い。日本ではYOSHIKI（X JAPAN）がクリスからの影響を公言している。しかし1977年以降は、薬物の影響で演奏の良し悪しに波があった。1970年代後半はドラッグやアルコールの影響で演奏が思うままにいかずその事によりかなり演奏技術が過小評価されているドラマーであると言われている[要出典]。全盛期の演奏はYouTube等でも視聴でき再評価されている[要出典]。
- ポール・スタンレーの自伝によれば、楽譜が読めず、文字の読み書きもほとんどできなかったという。

## ディスコグラフィ

### ソロ
- Peter Criss（1978年）
- Out of Control（1980年9月）
- Let Me Rock You（1982年5月）
- Cat 1（1994年8月16日） - Criss名義
- One for All（2007年7月24日）

## 書籍
- Criss, Peter (2012). Makeup to Breakup: My Life In and Out of Kiss. New York: Scribner. ISBN 978-1451620825